# Тума, Франтишек
Франтишек Игнац Тума (2 октября 1704, Костелец-над-Орлици — 30 января 1774, Вена) — австрийский чешский композитор эпохи барокко.
Родился в семье приходского органиста и начальное музыкальное образование получил у своего отца. Предполагается, что он обучался в иезуитской семинарии Клементинум в Праге и был певчим в костёле св. Якуба, где его наставником был Богуслав Черногорский. В скором времени он переехал в Вену и прожил в этом городе большую часть жизни. По некоторым данным, уже в 1722 году он был вице-капельмейстером города, хотя в венских архивных источниках его имя впервые упоминается только в 1729 году. В 1731 году занял должность придворного композитора и капельмейстера у Франца Фердинанда Кински, канцлера Богемии, благодаря помощи которого смог изучать в Вене контрапункт под руководством Иоганна Фукса. В 1741 году, когда Кински скончался, Тума был назначен капельмейстером у Елизаветы Кристины Брауншвейг-Вольфенбюттельской, вдовы императора Карла VI, а по смерти последней в 1750 году ему была назначена пенсия. На протяжении следующих 18 лет жил в Вене и был известен не только как плодовитый композитор, но и как музыкант, игравший на контрабасе и теорбе. В 1768 году скончалась его жена, после чего отправился жить в премонстратском монастыре Герас (Нижняя Австрия), но перед смертью возвратился в Вену.
Писал преимущественно сочинения для церкви: 65 месс, 29 псалмов и 5 Stabat Mater. Кроме того, писал сонаты, симфонии и партитуры.